# Pradosia beardii
Pradosia beardii är en tvåhjärtbladig växtart som först beskrevs av Joseph Vincent Monachino, och fick sitt nu gällande namn av Terence Dale Pennington. Pradosia beardii ingår i släktet Pradosia och familjen Sapotaceae. Inga underarter finns listade i Catalogue of Life.